# Saint-Pardoux-Corbier
Saint-Pardoux-Corbier är en kommun i departementet Corrèze i regionen Nouvelle-Aquitaine i de centrala delarna av Frankrike. Kommunen ligger  i kantonen Lubersac som tillhör arrondissementet Brive-la-Gaillarde. År 2022 hade Saint-Pardoux-Corbier 383 invånare.

## Befolkningsutveckling
Antalet invånare i kommunen Saint-Pardoux-Corbier
Referens:INSEE